# Ro Indi b
Ro Indi b (HD 216437 b) – planeta pozasłoneczna typu gazowy olbrzym okrążająca gwiazdę Ro Indi po ekscentrycznej orbicie w średniej odległości 2,32 au. Temperatura na jej powierzchni waha się między 235 K i 165 K, kiedy to planeta po swojej ekscentrycznej orbicie przybliża i oddala się od swojej gwiazdy.